# Демидово (Череповецкий район)
Демидово — деревня в Череповецком районе Вологодской области.
Входит в состав Мяксинского сельского поселения, с точки зрения административно-территориального деления — в Мяксинский сельсовет.
Расстояние по автодороге до районного центра Череповца — 23 км, до центра муниципального образования Мяксы — 7 км. Ближайшие населённые пункты — Лаврово, Филимоново, Кустец, Максаково.
По переписи 2002 года население — 1 человек.